# Lengyelország a 2002. évi téli olimpiai játékokon
Lengyelország az egyesült államokbeli Salt Lake Cityben megrendezett 2002. évi téli olimpiai játékok egyik részt vevő nemzete volt. Az országot az olimpián 9 sportágban 27 sportoló képviselte, akik összesen 2 érmet szereztek.

## Érmesek
| Érem  | Versenyző   | Sportág | Versenyszám        |
| ----- | ----------- | ------- | ------------------ |
| Ezüst | Adam Małysz | Síugrás | Egyéni, nagysánc   |
| Bronz | Adam Małysz | Síugrás | Egyéni, normálsánc |

## Alpesisí
Férfi
| Versenyző              | Versenyszám | 1. futam | 1. futam | 2. futam | 2. futam | Összesítés | Összesítés |
| Versenyző              | Versenyszám | Idő      | Hely.    | Idő      | Hely.    | Idő        | Helyezés   |
| ---------------------- | ----------- | -------- | -------- | -------- | -------- | ---------- | ---------- |
| Andrzej Bachleda-Curuś | Műlesiklás  | 51,43    | 22.      | 53,22    | 8.       | 1:44,65    | 10.        |

## Biatlon
Férfi
| Versenyző                                                      | Versenyszám           | Lövőhiba    | Időeredmény | Helyezés |
| -------------------------------------------------------------- | --------------------- | ----------- | ----------- | -------- |
| Wojciech Kozub                                                 | 10 km sprint          | 1 (0+1)     | 26:31,9     | 18.      |
| Wojciech Kozub                                                 | 12,5 km üldözőverseny | 4 (2+2+0+0) | 36:27,8     | 34.      |
| Wojciech Kozub                                                 | 20 km egyéni          | 5 (2+0+1+2) | 59:35,1     | 69.      |
| Tomasz Sikora                                                  | 10 km sprint          | 1 (0+1)     | 26:59,3     | 31.      |
| Tomasz Sikora                                                  | 12,5 km üldözőverseny | 1 (0+0+0+1) | 35:30,0     | 25.      |
| Tomasz Sikora                                                  | 20 km egyéni          | 4 (0+1+2+1) | 57:08,5     | 46.      |
| Krzysztof Topór                                                | 10 km sprint          | 3 (1+2)     | 28:02,2     | 61.      |
| Krzysztof Topór                                                | 20 km egyéni          | 6 (0+4+0+2) | 1:00:36,8   | 74.      |
| Wiesław Ziemianin                                              | 10 km sprint          | 2 (0+2)     | 27:47,0     | 58.      |
| Wiesław Ziemianin                                              | 12,5 km üldözőverseny | 4 (0+3+1+0) | 38:45,7     | 50.      |
| Wiesław Ziemianin                                              | 20 km egyéni          | 1 (0+0+0+1) | 55:35,2     | 30.      |
| Wiesław Ziemianin Wojciech Kozub Krzysztof Topór Tomasz Sikora | 4 × 7,5 km váltó      | 1+7         | 1:27:35,4   | 9.       |

Női
| Versenyző          | Versenyszám         | Lövőhiba    | Időeredmény | Helyezés |
| ------------------ | ------------------- | ----------- | ----------- | -------- |
| Anna Stera-Kustucz | 7,5 km sprint       | 0 (0+0)     | 23:24,6     | 43.      |
| Anna Stera-Kustucz | 10 km üldözőverseny | 4 (0+1+2+1) | 36:59,3     | 43.      |
| Anna Stera-Kustucz | 15 km egyéni        | 4 (2+1+0+1) | 54:47,1     | 54.      |

## Bob
Férfi
| Versenyző                                               | Versenyszám | 1. futam | 1. futam | 2. futam | 2. futam | 3. futam | 3. futam | 4. futam | 4. futam | Összesítés | Összesítés |
| Versenyző                                               | Versenyszám | Idő      | Hely.    | Idő      | Hely.    | Idő      | Hely.    | Idő      | Hely.    | Idő        | Helyezés   |
| ------------------------------------------------------- | ----------- | -------- | -------- | -------- | -------- | -------- | -------- | -------- | -------- | ---------- | ---------- |
| Tomasz Żyła Dawid Kupczyk Krzysztof Sieńko Tomasz Gatka | Négyes      | 47,22    | 18.      | 47,48    | 22.      | 47,93    | 20.      | 48,10    | 18.      | 3:10,73    | 18.        |

## Gyorskorcsolya
Férfi
| Versenyző          | Versenyszám | 1. futam | 1. futam | 2. futam | 2. futam | Eredmény | Helyezés |
| Versenyző          | Versenyszám | Idő      | Hely.    | Idő      | Hely.    | Eredmény | Helyezés |
| ------------------ | ----------- | -------- | -------- | -------- | -------- | -------- | -------- |
| Paweł Abratkiewicz | 500 m       | 35,40    | 16.      | 35,04    | 16.      | 70,44    | 16.      |
| Paweł Abratkiewicz | 1000 m      |          |          |          |          | 1:10,21  | 29.      |
| Tomasz Świst       | 500 m       | 35,72    | 23.      | 35,55    | 26.      | 71,27    | 22.      |
| Tomasz Świst       | 1000 m      |          |          |          |          | 1:09,48  | 21.      |
| Paweł Zygmunt      | 5000 m      |          |          |          |          | 6:29,71  | 14.      |
| Paweł Zygmunt      | 10 000 m    |          |          |          |          | 13:35,50 | 14.      |

Női
| Versenyző          | Versenyszám | Eredmény | Helyezés |
| ------------------ | ----------- | -------- | -------- |
| Katarzyna Wójcicka | 1500 m      | 2:00,59  | 26.      |
| Katarzyna Wójcicka | 3000 m      | 4:19,10  | 26.      |

## Műkorcsolya
| Versenyző                             | Versenyszám | Rövid program     | Rövid program | Rövid program | Kűr               | Kűr   | Kűr         | Összesítés         | Összesítés |
| Versenyző                             | Versenyszám | Több. hely. száma | Hely.         | Hely. pont.   | Több. hely. száma | Hely. | Hely. pont. | Helyezési pontszám | Helyezés   |
| ------------------------------------- | ----------- | ----------------- | ------------- | ------------- | ----------------- | ----- | ----------- | ------------------ | ---------- |
| Dorota Zagórska-Siudek Mariusz Siudek | Páros       | 5×8+              | 8.            | 4,0           | 9×7+              | 7.    | 7,0         | 11,0               | 7.         |

| Versenyző                         | Versenyszám | Kötelező tánc 1   | Kötelező tánc 1 | Kötelező tánc 1 | Kötelező tánc 2   | Kötelező tánc 2 | Kötelező tánc 2 | Eredeti (original) tánc | Eredeti (original) tánc | Eredeti (original) tánc | Kűr               | Kűr   | Kűr         | Összesítés         | Összesítés |
| Versenyző                         | Versenyszám | Több. hely. száma | Hely.           | Hely. pont.     | Több. hely. száma | Hely.           | Hely. pont.     | Több. hely. száma       | Hely.                   | Hely. pont.             | Több. hely. száma | Hely. | Hely. pont. | Helyezési pontszám | Helyezés   |
| --------------------------------- | ----------- | ----------------- | --------------- | --------------- | ----------------- | --------------- | --------------- | ----------------------- | ----------------------- | ----------------------- | ----------------- | ----- | ----------- | ------------------ | ---------- |
| Sylwia Nowak Sebastian Kolasiński | Jégtánc     | 5×13+             | 13.             | 2,6             | 7×13+             | 13.             | 2,6             | 7×13+                   | 13.                     | 7,8                     | 7×13+             | 13.   | 13,0        | 26,0               | 13.        |

## Rövidpályás gyorskorcsolya
Férfi
| Versenyző            | Versenyszám | Előfutam | Előfutam | Negyeddöntő | Negyeddöntő | Elődöntő | Elődöntő | B döntő | B döntő | Döntő   | Döntő   | Helyezés |
| Versenyző            | Versenyszám | Idő      | Hely.    | Idő         | Hely.       | Idő      | Hely.    | Idő     | Hely.   | Idő     | Hely.   | Helyezés |
| -------------------- | ----------- | -------- | -------- | ----------- | ----------- | -------- | -------- | ------- | ------- | ------- | ------- | -------- |
| Krystian Zdrojkowski | 500 m       | 44,117   | 4.       | kiesett     | kiesett     | kiesett  | kiesett  | kiesett | kiesett | kiesett | kiesett | 27.      |
| Krystian Zdrojkowski | 1000 m      | 1:30,026 | 3.       | kiesett     | kiesett     | kiesett  | kiesett  | kiesett | kiesett | kiesett | kiesett | 19.      |
| Krystian Zdrojkowski | 1500 m      | 2:23,015 | 5.       |             |             | kiesett  | kiesett  | kiesett | kiesett | kiesett | kiesett | 25.      |

## Sífutás
Férfi
| Versenyző       | Versenyszám | Selejtező | Selejtező | Negyeddöntő | Negyeddöntő | Elődöntő | Elődöntő | B döntő | B döntő | Döntő   | Döntő    |
| Versenyző       | Versenyszám | Idő       | Hely.     | Idő         | Hely.       | Idő      | Hely.    | Idő     | Hely.   | Idő     | Helyezés |
| --------------- | ----------- | --------- | --------- | ----------- | ----------- | -------- | -------- | ------- | ------- | ------- | -------- |
| Janusz Krężelok | Sprint      | 2:50,67   | 3.        | 3:00,7      | 3.          | 3:00,6   | 5.       | kiesett | kiesett | kiesett | 9.       |

| Versenyző       | Versenyszám              | 10 km klasszikus | 10 km klasszikus | 10 km szabad | 10 km szabad | Helyezés |
| Versenyző       | Versenyszám              | Idő              | Hely.            | Időhátrány   | Idő          | Helyezés |
| --------------- | ------------------------ | ---------------- | ---------------- | ------------ | ------------ | -------- |
| Janusz Krężelok | 10 + 10 km üldözőverseny | 27:14,6          | 25.              | +1:07        | 25:30,3      | 32.      |

## Síugrás
| Versenyző                                                 | Versenyszám | Selejtező | Selejtező | 1. ugrás | 1. ugrás | 2. ugrás | 2. ugrás | Összesítés | Összesítés |
| Versenyző                                                 | Versenyszám | Pont      | Hely.     | Pont     | Hely.    | Pont     | Hely.    | Pont       | Helyezés   |
| --------------------------------------------------------- | ----------- | --------- | --------- | -------- | -------- | -------- | -------- | ---------- | ---------- |
| Adam Małysz                                               | Normálsánc  |           |           | 129,5    | 3.       | 133,5    | 3.*      | 263,0      |            |
| Adam Małysz                                               | Nagysánc    |           |           | 137,3    | 3.       | 132,4    | 2.       | 269,7      |            |
| Robert Mateja                                             | Normálsánc  | 115,5     | 10.       | 104,5    | 37.      | kiesett  | kiesett  | kiesett    | kiesett    |
| Robert Mateja                                             | Nagysánc    | 111,4     | 5.        | 108,6    | 29.*     | 93,6     | 28.*     | 202,2      | 29.        |
| Tomasz Pochwała                                           | Normálsánc  | 108,5     | 22.       | 102,0    | 40.      | kiesett  | kiesett  | kiesett    | kiesett    |
| Tomasz Pochwała                                           | Nagysánc    | 94,4      | 26.       | 93,9     | 43.      | kiesett  | kiesett  | kiesett    | kiesett    |
| Wojciech Skupień                                          | Normálsánc  | 97,0      | 31.       | 98,0     | 42.*     | kiesett  | kiesett  | kiesett    | kiesett    |
| Tomisław Tajner                                           | Nagysánc    | 98,0      | 18.       | 98,4     | 39.*     | kiesett  | kiesett  | kiesett    | kiesett    |
| Robert Mateja Tomisław Tajner Tomasz Pochwała Adam Małysz | Csapat      |           |           | 435,2    | 6.       | 412,9    | 6.       | 848,1      | 6.         |

* - egy másik versenyzővel azonos eredményt ért el

## Snowboard
Halfpipe
| Versenyző      | Versenyszám | 1. selejtező | 1. selejtező | 2. selejtező | 2. selejtező | Döntő      | Döntő      | Döntő   | Helyezés |
| Versenyző      | Versenyszám | Pont         | Hely.        | Pont         | Hely.        | 1. forduló | 2. forduló | Hely.   | Helyezés |
| -------------- | ----------- | ------------ | ------------ | ------------ | ------------ | ---------- | ---------- | ------- | -------- |
| Marek Sąsiadek | Férfi       | 18,8         | 29.          | 34,0         | 11.          | kiesett    | kiesett    | kiesett | 17.      |

Parallel giant slalom
| Versenyző          | Versenyszám | Selejtező | Selejtező | Nyolcaddöntő                            | Negyeddöntő                        | Elődöntő                        | Döntő                                          | Helyezés |
| Versenyző          | Versenyszám | Idő       | Hely.     | Ellenfél Eredmény                       | Ellenfél Eredmény                  | Ellenfél Eredmény               | Ellenfél Eredmény                              | Helyezés |
| ------------------ | ----------- | --------- | --------- | --------------------------------------- | ---------------------------------- | ------------------------------- | ---------------------------------------------- | -------- |
| Jagna Marczułajtis | Női         | 42,39     | 9.        | Dagi Mair unter der Eggen (ITA) · -0.61 | Maria Kirchgasser (AUT) · kizárták | Isabelle Blanc (FRA) · kizárták | Bronzmérkőzés · Lidia Trettel (ITA) · kizárták | 4.       |